# Yellow Thunder
Yellow Thunder (c. 1774–1874), fou un cap de la tribu Ho-Chunk (o winnebago). Va signar dos tractat amb els Estats Units en els que va donar el seu nom Ho-Chunk com a Wa-kun-cha-koo-kah i Waun-kaun-tshaw-zee-kau.
En 1837, Yellow Thunder formà part d'una delgació Ho-Chunk liderada pel cap principal Carrymaunee i que incloïa el destacat líder Waukon Decorah, que va anar a Washington, DC per demanar la reparació de la invasió nord-americana a les seves terres en Wisconsin. Tot i que molts dels delegats havien estat aliats dels Estats Units durant la Guerra de Black Hawk de 1832, van ser pressionats a signar un tractat de deportació cedint totes les terres winnebago a l'oest del riu Mississipi als Estats Units. Els delegats van considerar que el tractat doanva als Ho-Chunks vuit anys per deixar Wisconsin, la qual cosa els deixaria temps per negociar un nou tractat, però la redacció del document van donar la tribu vuit mesos per desallotjar Wisconsin i reassentar-se en reserves a Iowa i Minnesota.
En 1840 el general de l'exèrcit dels Estas Units Henry Atkinson fou assignat per perseguir els Ho-Chunks que refusaren marxar. Dos caps, Yellow Thunder i Little Soldier, foren arrestats. En adonar-se que una major resistència conduiria a la violència contra el seu poble, els caps van acordar cooperar i van ser posats en llibertat. Yellow Thunder es traslladà fora de la reserva d'Iowa i va tornar a una granja de 40 acres (160.000 m²) a Wisconsin, on va morir en 1874.